# Harpacticus dubitabilis
Harpacticus dubitabilis is een eenoogkreeftjessoort uit de familie van de Harpacticidae. De wetenschappelijke naam van de soort is voor het eerst geldig gepubliceerd in 1960 door Herbst.